# Дуруело-де-ла-Сьєрра
Дуруело-де-ла-Сьєрра (ісп. Duruelo de la Sierra) — муніципалітет в Іспанії, у складі автономної спільноти Кастилія-і-Леон, у провінції Сорія. Населення — 1322 особи (2010).
Муніципалітет розташований на відстані близько 180 км на північ від Мадрида, 44 км на північний захід від Сорії.

## Демографія
Динаміка населення (INE ):

## Галерея зображень

Розташування муніципалітету Дуруело-де-ла-Сьєрра